# プロメテ - 火の詩
『プロメテ - 火の詩』（プロメテ - ひのし、フランス語: Promethée, ou le Poème du Feu、ラテン語でプロメテウス Prometheus とも呼ぶ）は、1910年にアレクサンドル・スクリャービンが《交響曲第5番》作品60として完成させた作品。スクリャービンの最後の交響曲。

## 概要
ハープとオルガンを伴う大編成のオーケストラと、ヴォカリーズによる混声合唱およびピアノ独奏のために作曲されており、実質的には単一楽章によるピアノ協奏曲である。プロメテウス神話を描写するというよりも、人類に天界から火（叡智の象徴）を授けた英雄として、音楽を通じてプロメテウスを崇め奉る作品である。

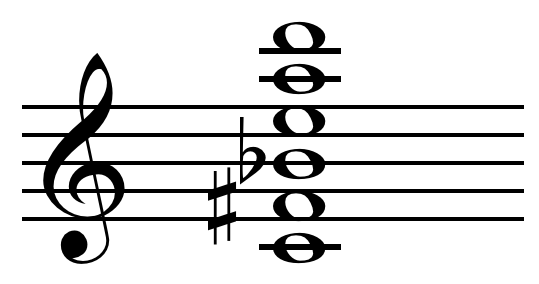
スクリャービンの神秘和音

いわゆる「スクリャービン後期」の作品の常として、無調できわめて不協和である。神秘和音を軸に作曲されているが、終止和音はスクリャービン好みの、嬰ヘ長調の主和音によっている。自由に変形したソナタ形式によって構成されている。

## 照明演出
初演では、スクリャービンのために開発され、様々な色彩とその組み合わせの照明を鍵盤によって操作できる色光ピアノが使われる予定であったが、故障が起きて利用することができなかった。その後も演奏で色光ピアノが使われたことは滅多にない。この色光ピアノパートは楽譜の最上段に五線譜で記載されており、現在でもMIDI電子キーボードと照明装置を組み合わせることにより再現可能である。
Ｃは赤、Ｇはオレンジ、Ｄは黄、Aは緑、Eは空色、Bは青、Ｆ♯は明るい青、Ｃ♯は紫、A♭はライラック、E♭はフラッシュ、Ｂ♭はローズ、Ｆは深い赤色　と色が指定されている。
アルゲリッチがアバド指揮のベルリン・フィルハーモニー管弦楽団と共演した収録では、雰囲気と情緒をかもし出すために、プロジェクタによって舞台上にさまざまな色光を投影したが、これがスクリャービンの意図を忠実に再現した演出といえるかどうかは問題がある。2006年2月にはウラディーミル・アシュケナージ指揮NHK交響楽団も同様の上演を行っている。
『題名のない音楽会』の司会が羽田健太郎に代わった直後の2000年4月には、曲の一部を省略したものの、MIDIキーボード処理による複数の照明と連動して色光ピアノを再現した演奏会が放送され、羽田自身がピアノを担当した。照明は観客に向かって舞台正面に置かれていた。なおこの時には全曲の最後の和音の際に照明がランダムで高速に点滅し、オーケストラの終止と共に全部の照明が真っ白に光るという大掛かりな演出があったが、これはスクリャービンのオリジナルの楽譜には書かれていない。

## 編成
ピッコロ 1（フルート持ち替え）、フルート 3、オーボエ 3、イングリッシュホルン 1、クラリネット（B♭管）3、バスクラリネット 1、ファゴット 3、コントラファゴット 1、ホルン 8、トランペット 5、トロンボーン 3、バスチューバ 1、ティンパニ、トライアングル、シンバル、バスドラム、タムタム、鐘、グロッケンシュピール、チェレスタ、ハープ 2、オルガン（またはハーモニウム）、ピアノ、弦五部（第1ヴァイオリン、第2ヴァイオリン、ヴィオラ、チェロ、コントラバス）、混声四部合唱、色光ピアノ

## 備考
スクリャービン本人はこの曲のリハーサルにおいて、「神秘和音中の第11倍音（基音の増4度上）は低めに演奏されるべきだ」と述べている。第11倍音は平均律上の増4度よりも約四分音低い（微分音を参照）。同様に第7倍音も平均律上の短7度より約六分音低く、オーケストラ上では音程の取り方をそのように配慮した方が、自然倍音上で共鳴することにより良く響いて聴こえる。
トリスタン・ミュライユは2006年作曲の管弦楽曲『Terre d'ombre（影の大地）』において、全曲の主要和音、出だしのメロディ、ピアノパートの一部のカデツァなど多くの部分をこの『プロメテウス』から引用している。演奏時間は約20分。

## 類似作品
形態の類似する作品に
- ブゾーニ：ピアノ協奏曲
- ソラブジ：ピアノと大管弦楽、合唱とオルガンのための交響曲第1番（KSS・30）、第2番（KSS・51）

などがある。